# Kienmühle (Altenkunstadt)
Die Kienmühle (früher auch Kindmühle genannt) ist eine ehemalige Getreide- und Schneidmühle am Altenkunstadter Mühlbach, einem Nebenarm der Weismain. Das Sägewerk wird auch heute noch im Familienbesitz weitergeführt. Sehenswert ist insbesondere das intakte Wehr an der Mühle. Die Einöde gehört zu Altenkunstadt im oberfränkischen Landkreis Lichtenfels.

## Geschichte
Erstmals erwähnt wurde die Mühle als „Kienmuel“ im Jahr 1414. 1801 wurde das Anwesen vom Bamberger Mathematikprofessor und Topografiker Johann Baptist Roppelt als „einzelne Mühle mit zwei Mahlgängen und einem Gerstengang, angetrieben von der Weismain“ beschrieben. Die drei dafür nötigen Wasserräder werden unterschlächtig angetrieben. Die Familie Dierauf erwarb die Mühle im Jahr 1920. Durch sie wurde der Schneidgang eingebaut und die Mühle mit einer Getreidedrescherei ergänzt. Unter Verwendung des Schneidgangs wird die Mühle noch in Familienbesitz als Sägewerk geführt.